# Jan Rokycana
Jan Rokycana, též Jan z Rokycana, i Jan z Rokycan (asi 1396 Rokycany – 22. února 1471 Praha), byl husitský teolog, zvolený arcibiskup kališnické církve.

## Biografie
Jan Rokycana se narodil v rodině chudého venkovského kováře. Jako mladý vstoupil do augustiniánského kláštera v Rokycanech, který byl znám svou blízkostí k laickému hnutí devotio moderna. Později odešel studovat do Prahy, kde se v roce 1415 stal bakalářem. V roce 1421 byl vysvěcen na kněze. Kvůli své nemajetnosti se jako řada jiných studentů živil v Praze žebráním a při sháňce po almužně u pražských chrámů se také pravděpodobně poprvé setkal s učením a osobou mistra Jana Husa. Postavil se na stranu pražských mistrů, vedenou umírněným utrakvistou Jakoubkem ze Stříbra (po jeho smrti v roce 1429 jej nahradil v čele husitské církve). V univerzitních disputacích vystupoval obzvláště proti radikálnímu Janu Želivskému, po jehož popravě musel prchnout z Prahy. Proti táboritům vystupoval především na Konopišti roku 1423. Dále pak v Praze vystupoval proti vojevůdci Janu Žižkovi, až mu byl dáván za vinu spor s ním a následná porážka pražských vojsk u Malešova. Ve skutečnosti však bylo především jeho zásluhou, že se po této porážce pražský vojenský svaz s Žižkou v červnu 1424 smířil.

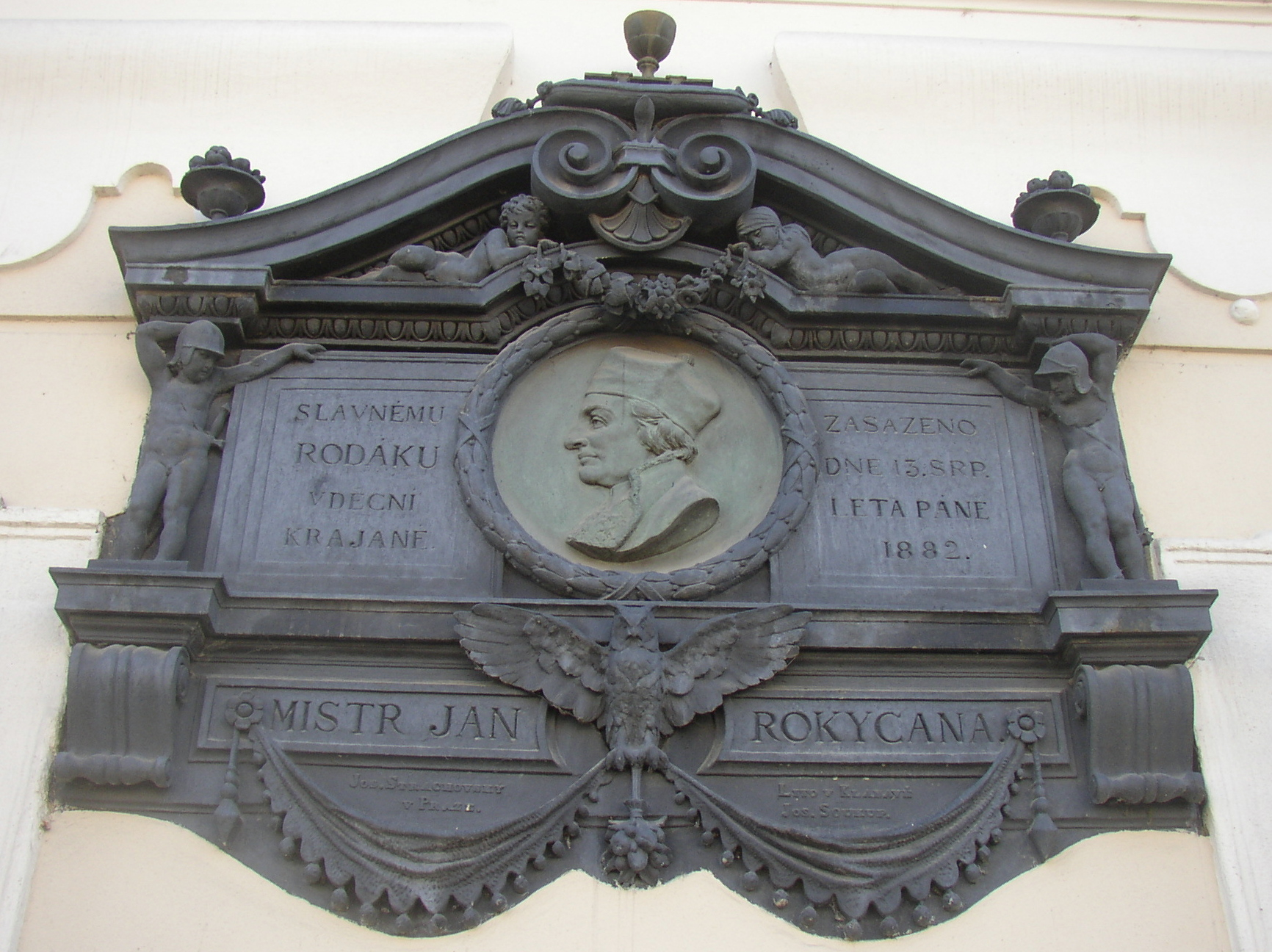
Pamětní deska Jana Rokycany na průčelí rokycanské radnice (autorem Josef Strachovský)

Po převratu ze 17. dubna 1427, kdy ztratili v Praze moc přívrženci Zikmunda Korybutoviče, byli z Prahy vyhnáni konzervativní kněží a univerzitní mistři. Rokycana, který také začal působit jako farář v chrámu Panny Marie před Týnem, byl zvolen do čela pražského duchovenstva. Při tomto převratu, stejně jako při neúspěšném odvetném pokusu o převrat pod vedením Hynka z Kolštejna v září téhož roku, se Rokycana snažil zabránit většímu krveprolití. Roku 1429 se jako generální vikář arcibiskupství pražského stal správcem duchovenstva podobojí. Postupně se stal jednotícím prvkem roztříštěného husitského hnutí.
Roku 1430 se stal mistrem svobodných umění, od r. 1435 působil na univerzitě jako rektor. V prosinci 1432 byl vyslán za pražské mistry na basilejský koncil a stál v čele českého poselstva. Dne 21. října 1435 byl českým sněmem zvolen za arcibiskupa, tato volba však nikdy nedosáhla kanonické platnosti a biskupské svěcení nikdy nepřijal. V této funkci se snažil o smíření všech stran pod obojí, kvůli politickým střetům se Zikmundem Lucemburským a později s jeho zetěm Albrechtem Habsburským mu byla roku 1436 odebrána Týnská fara. Následující léta trávil mimo centrum politického dění v Hradci Králové, kde zůstal až do roku 1448. Při volbě krále (15. červen 1440) zastupoval české duchovenstvo. Ve čtyřicátých letech byl blízko laické komunitě okolo bratra Řehoře v klášteře Na Slovanech, z níž později vznikla jednota bratrská. Jí se také později i přes názorové rozdíly v pronásledování vždy zastával.
Na 4. října 1441 svolal sněm do Kutné Hory, kde byly ujednány zásady husitského vyznání závazné pro všechny. Roku 1442 se smířil s Janem z Příbrami. 1444 vyhrál soud s tábority, kteří se stále odmítali přizpůsobit jednotným zásadám a táborské učení bylo odsouzeno. Roku 1449 si začal dopisovat s papežem Mikulášem V., ve snaze přemluvit jej k svěcení kněží. Nakonec se pokusil dostat k papeži, ale nepodařilo se mu projet přes Německo. Proto roku 1451 zahájil jednání s Cařihradem o spolupráci husitů s řeckou církví, ale roku 1453 byl však Cařihrad dobyt a tak z toho sešlo. Král Ladislav Pohrobek (1453–1457) nevěděl, jaký vztah má k Janu z Rokycan zaujmout, tak se vyhýbal jeho kázání. Roku 1457 si přímo dopisoval s papežem Kalixtem III., smrt Ladislava Pohrobka však tato jednání přerušila.
Nástupem Jiřího z Poděbrad se situace trochu zlepšila, přestože se Jiří z Poděbrad snažil snížit vliv kněžstva, Rokycana při svých kázáních podporoval jeho zvolení. Rokycana zpočátku schvaloval politiku Jiřího z Poděbrad a po smíření s Vratislavskými nechal zvonit zvony na všech kostelech. Jiří z Poděbrad ho na oplátku respektoval jako hlavu církve podobojí a na mše chodil střídavě k Janu z Rokycan a do katedrály svatého Víta.

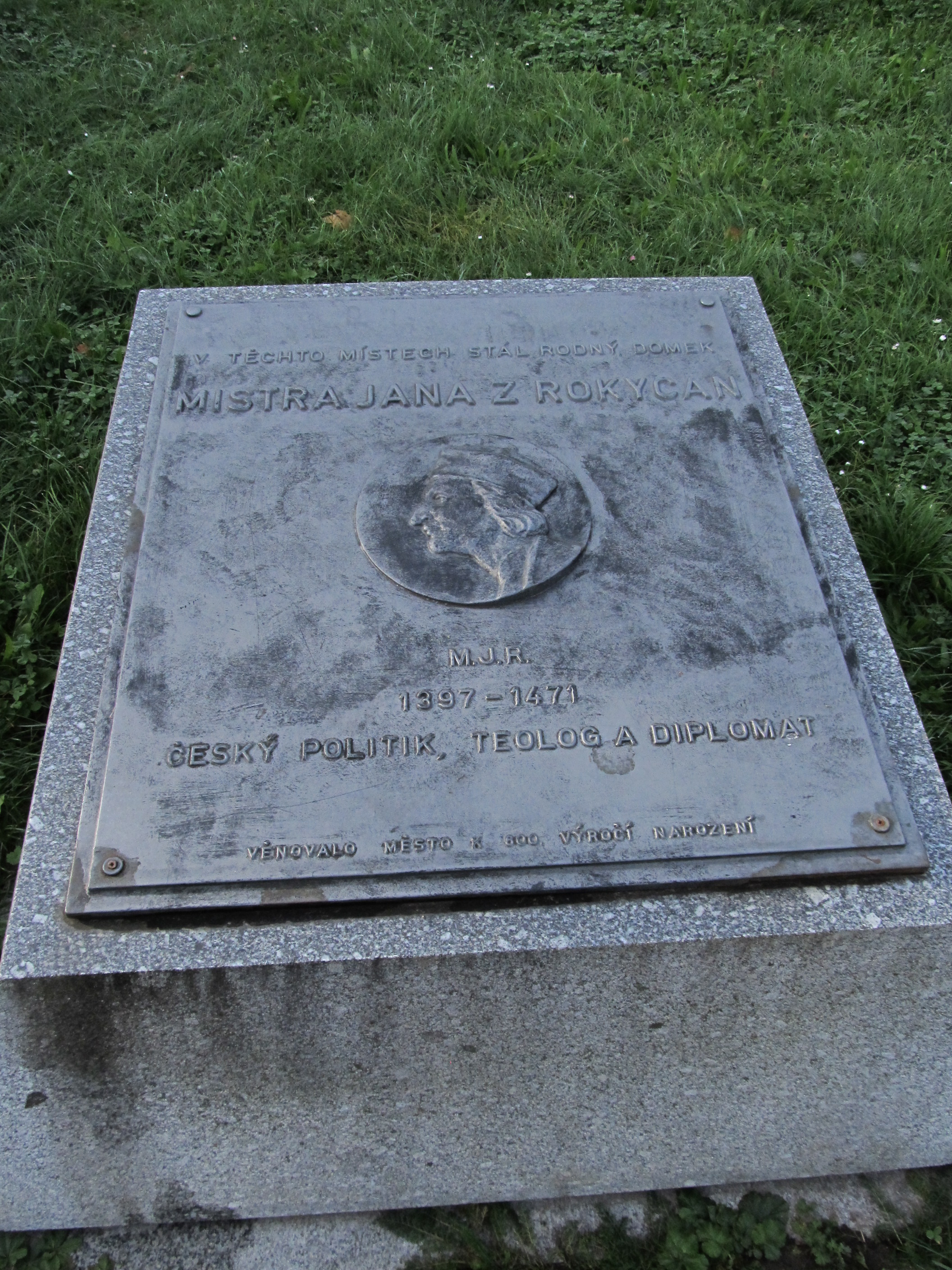
Pamětní deska v místě rodného domku v Rokycanech

Dne 7. února 1465 se účastnil disputace duchovenstva u krále, král požadoval větší spolupráci církví. O rok později 1466 byl postižen mrtvicí, po tomto záchvatu začal špatně mluvit.
Pohřben byl v Týnském kostele; jeho hrob byl roku 1623 v rámci rekatolizačních opatření zničen, jeho kosti spáleny a popel vhozen do Vltavy; hrob se nedochoval.
Na své pečeti používal podkovu s hvězdou, pravděpodobně památka na otce, který byl kovářem.

## Rokycanovo učení a spiritualita
Spiritualitu Jana Rokycany předurčily do velké míry již existující názorové proudy v husitství, jehož vůdcem se postupně stal. Husitský arcibiskup se snažil konzervovat odkaz jeho předchůdců a k tomuto účelu zapojil celou svou osobnost. V jeho díle tedy nalezneme vroucí vztah k svátostným prostředkům církve, důraz na přísné dodržování novozákonních předpisů v čele s eticky náročnými požadavky vyřčenými v Kázání na hoře. Jeho spiritualita je spiritualitou křesťana, který dává největší důraz na konání a konkrétní aplikace věcí v Písmu poznaných do osobního života, jen malý prostor má v jeho myšlení princip zdůrazňující ospravedlnění vírou. Je to spiritualita celého husitského hnutí, které vzniklo jako reakce na krizi církve v pozdním středověku a která viděla záchranu v pečlivějším dodržování biblických příkazů a v prohloubení osobní zbožnosti. Někdy je pro označení spirituality a zásad husitů užíván pojem sola lex (latinsky).

## Dílo
- Postilla – sebrána jeho žáky na základě jeho kázání z let 1453–1457, je pravděpodobně nejzajímavější českou postilou, protože nijak nerozebírá teologické problémy, ale řeší běžné problémy tehdejšího člověka.
- Latinská postilla
- Výklad zjevení svatého Jana
- Kázání u Kutné Hory
- Řeči pronesené na koncilu Basilejském
- Synodální řeči
- O sedmi vášních a vadách, ježto hlavní hříchové slovou
- Acta synodální
- Latinský slovník
- Tractatus de eucharista
- Tractatus de septem sacramentis
- Contra sex propositiones trivolas doctorum apostatarum

Dále se nám od něj dochovalo několik písní, u nichž není úplně jistý autor, ale zdá se pravděpodobné, že alespoň u části z nich je autorem.
- Vítaj milý Jezu Kriste
- Zdrávas dievko
- Cierkev svatá v posledních dnech velmi neznamenitá – zde je jeho autorství jisté a pravděpodobně je i autorem nejen textu, ale i melodie.

U ostatních písní, které mu bývají přisuzovány není jeho autorství ničím podloženo.

Dále se nám zachovala poměrně velká část jeho korespondence s mnoha významnými lidmi.

### České spisy dostupné online
- ROKYCANA, Jan. M. Jan Rokycana, obránce pravdy a zákona Božího. Výbor z díla. Uspořádal František Šimek. 1. vyd. Praha: Jan Laichter, 1949. 224 s. cnb000675025. Dostupné online Archivováno 1. 10. 2018 na Wayback Machine.
- ROKYCANA, Jan. Postilla Jana Rokycany. Díl I. Uspořádal František Šimek. V Praze: Komise pro vydávání pramenů českého hnutí náboženského ve stol. XIV. a XV., zřízená při České akademii věd a umění, 1928. 865 s. cnb002633802. Dostupné online Archivováno 1. 10. 2018 na Wayback Machine.
- ROKYCANA, Jan. Postilla Jana Rokycany. Díl II. Uspořádal František Šimek. V Praze: Komise pro vydávání pramenů českého hnutí náboženského ve stol. XIV. a XV., zřízená při České akademii věd a umění, 1929. 1169 s. Dostupné online Archivováno 1. 10. 2018 na Wayback Machine.
- ROKYCANA, Jan. Traktát Mistra Jana Rokycany o přijímání krve. Uspořádal František Šimek. Praha: Královská česká společnost nauk, 1941. 56 s. Dostupné online Archivováno 1. 10. 2018 na Wayback Machine.